# Sân vận động Ashgabat
Sân vận động Ashgabat (tiếng Turkmen: Aşgabat Stadiony) là một sân vận động đa năng ở Ashgabat, Turkmenistan. Sân hiện đang được sử dụng chủ yếu cho các trận đấu bóng đá và các lễ kỷ niệm. Sân vận động có sức chứa 20.000 người và được xây dựng vào năm 2011. Các câu lạc bộ bóng đá Ýokary Liga của Turkmenistan tổ chức các trận đấu trên sân nhà tại đây.